# Isle of Man TT 1956
Isle of Man TT 1956 je bila prva dirka motociklističnega prvenstva v sezoni 1956. Potekala je na dirkališču Isle of Man.

## Razred 500 cm3
| Poz | Dirkač        | Država              | Moštvo     | Hitrost   | Čas       | Točke |
| --- | ------------- | ------------------- | ---------- | --------- | --------- | ----- |
| 1   | John Surtees  | Združeno kraljestvo | MV Agusta  | 96.57 mph | 2.44.05.8 | 8     |
| 2   | John Hartle   | Združeno kraljestvo | Norton     | 95.69 mph | 2.45.36.6 | 6     |
| 3   | Jack Brett    | Združeno kraljestvo | Norton     | 94.96 mph | 2.46.54.2 | 4     |
| 4   | Walter Zeller | Zahodna Nemčija     | BMW        | 94.69 mph | 2.47.22.2 | 3     |
| 5   | Bill Lomas    | Združeno kraljestvo | Moto Guzzi | 94.63 mph | 2.47.28.6 | 2     |
| 6   | Derek Ennett  | Združeno kraljestvo | Matchless  | 92.86 mph | 2.50.40.4 | 1     |

## Razred 350 cm3
| Poz | Dirkač         | Država              | Moštvo     | Hitrost   | Čas       | Točke |
| --- | -------------- | ------------------- | ---------- | --------- | --------- | ----- |
| 1   | Ken Kavanagh   | Avstralija          | Moto Guzzi | 89.29 mph | 2.57.29.4 | 8     |
| 2   | Derek Ennett   | Združeno kraljestvo | AJS        | 87.02 mph | 3.02.07.4 | 6     |
| 3   | John Hartle    | Združeno kraljestvo | Norton     | 85.75 mph | 3.04.48.6 | 4     |
| 4   | Cecil Sandford | Združeno kraljestvo | DKW        | 85.75 mph | 3.04.48.8 | 3     |
| 5   | Errol M Grant  | Združeno kraljestvo | Norton     | 84.42 mph | 3.07.44.0 | 2     |
| 6   | Alan Trow      | Združeno kraljestvo | Norton     | 83.99 mph | 3.08.40.8 | 1     |

## Razred 250 cm3
| Poz | Dirkač            | Država              | Moštvo     | Hitrost   | Čas       | Točke |
| --- | ----------------- | ------------------- | ---------- | --------- | --------- | ----- |
| 1   | Carlo Ubbiali     | Italija             | MV Agusta  | 67.05 mph | 1.26.54.0 | 8     |
| 2   | Roberto Colombo   | Italija             | MV Agusta  | 65.43 mph | 1.29.02.6 | 6     |
| 3   | Hans Baltisberger | Zahodna Nemčija     | NSU        | 65.17 mph | 1.29.24.6 | 4     |
| 4   | Horst Kassner     | Zahodna Nemčija     | NSU        | 65.13 mph | 1.29.27.6 | 3     |
| 5   | Franticek Bartos  | Češkoslovaška       | CZ         | 63.28 mph | 1.32.05.0 | 2     |
| 6   | Arthur Wheeler    | Združeno kraljestvo | Moto Guzzi | 61.1 mph  | 1.32.20.6 | 1     |

## Razred 125 cm3
| Poz | Dirkač         | Država              | Moštvo    | Hitrost   | Čas       | Točke |
| --- | -------------- | ------------------- | --------- | --------- | --------- | ----- |
| 1   | Carlo Ubbiali  | Italija             | MV Agusta | 69.13 mph | 1.24.16.8 | 8     |
| 2   | M Cama         | Španija             | Montesa   | 65.24 mph | 1.29.19.2 | 6     |
| 3   | Frank Gonzalez | Španija             | Montesa   | 61.13 mph | 1.35.18.8 | 4     |
| 4   | E Sirera       | Španija             | Montesa   | 61.08 mph | 1.35.23.8 | 3     |
| 5   | Dave Chadwick  | Združeno kraljestvo | LEF       | 60.25 mph | 1.36.42.8 | 2     |
| 6   | V Parus        | Češkoslovaška       | CZ        | 59.82 mph | 1.37.24.0 | 1     |